# 逃走迷走メビウスループ/Hop? Stop? Nonstop!
「逃走迷走メビウスループ/Hop? Stop? Nonstop!」（とうそうめいそうメビウスループ/ホップ？ストップ？ノンストップ！）は、Aqoursの楽曲。2019年1月30日にLantisから発売された。楽曲は劇場版『ラブライブ！サンシャイン!!The School Idol Movie Over the Rainbow』の劇中挿入歌。

## 概要
劇場版『ラブライブ！サンシャイン！！The School Idol Movie Over the Rainbow』の挿入歌第2弾。劇中歌を2曲収録したシングル。
表題曲『逃走迷走メビウスループ』は、3年生のみが歌唱する学年曲。μ'sの「？←HEARTBEAT」同様、劇中に挿入されるミュージカルという形で使用された。鞠莉のドライブやダンスドレス衣装など、過去の3年生曲の要素が随所に取り入れられている。
もう一つの表題曲『Hop? Stop? Nonstop!』は、鞠莉の母にスクールアイドルの活動を認めてもらうためスペイン広場で披露した楽曲。センターは小原鞠莉が担当。曲は劇場版特報第1弾からサビパートがBGMとして使用されており、事実上の劇場版のテーマソングとなっている。また、劇場版公開初日にMVが公式アカウントよりYouTube上で公開されている。
初回生産分には「Aqours メンバーカード」が1枚（全9種・ランダム）と、「ラブライブ！サンシャイン!! Aqours 5th LoveLive! 〜Next SPARKLING!!〜」のDay.2チケット最速先行抽選申込券が付属する。
キャッチコピーは「こんなステキなことやめられない！」。

## チャート成績
1月29日付のオリコンデイリーランキングでは3.0万枚を売り上げ2位にランクインし、2日後の2月1日付では1位に浮上した。前作「僕らの走ってきた道は…/Next SPARKLING!!」もこの日から3位にチャートインし、4日連続でAqoursのCDが1位と3位をキープした。2019年2月11日付オリコン週間シングルランキングで8.1万枚を売り上げて2位にランクイン。「僕らの走ってきた道は…/Next SPARKLING!!」も4位にランクインし、Aqoursのシングルが2枚同時トップ5入りとなった。発売2週目の2月18日付のオリコン週間シングルランキングで2.0万枚を売り上げて5位にランクインし、前作「僕らの走ってきた道は…/Next SPARKLING!!」に引き続き2作連続で2週連続週間トップ5入りとなった。また、累計が10.1万枚に達し、「Thank you, FRIENDS!!」から3作連続で累計10万枚越えを達成した。
ビルボードにおいてもHot Animationで2作連続となる1位を獲得。前作「僕らの走ってきた道は…」も2位にランクインし、Aqoursの楽曲が初の1・2位独占となった。

## 収録曲
1. 逃走迷走メビウスループ
  - 作詞：畑亜貴、作曲・編曲：山口朗彦
  - 歌：松浦果南(CV.諏訪ななか)、黒澤ダイヤ(CV.小宮有紗)、小原鞠莉(CV.鈴木愛奈)
  - 劇場版『ラブライブ！サンシャイン！！The School Idol Movie Over the Rainbow』挿入歌
2. Hop? Stop? Nonstop!
  - 作詞：畑亜貴、作曲：Kanata Okajima、Keisuke Koyama、編曲：Keisuke Koyama
  - 歌：Aqours
  - 劇場版『ラブライブ！サンシャイン！！The School Idol Movie Over the Rainbow』挿入歌
3. 逃走迷走メビウスループ (Off Vocal)
4. Hop? Stop? Nonstop! (Off Vocal)